# Ologamasus striolatosimilis
Ologamasus striolatosimilis är en spindeldjursart som beskrevs av Wolfgang Karg 1976. Ologamasus striolatosimilis ingår i släktet Ologamasus och familjen Ologamasidae. Inga underarter finns listade i Catalogue of Life.